# CD-RW

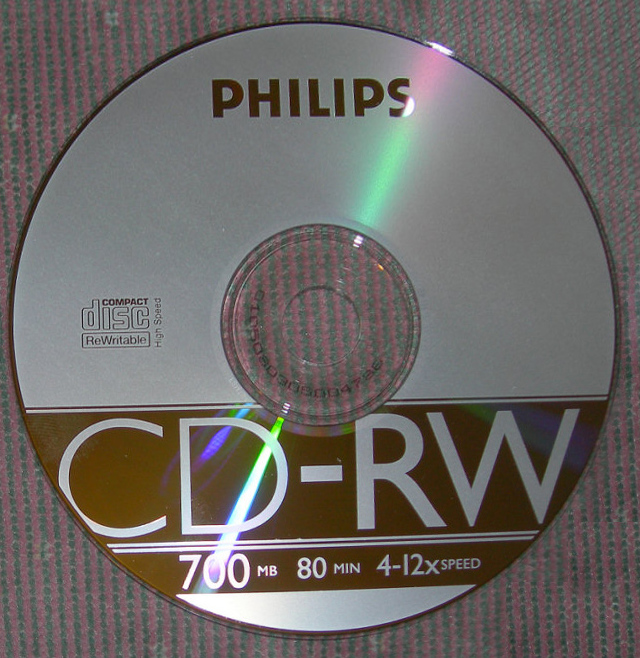
Un disco CD-RW de Philips.

El disco compacto regrabable, conocido por las siglas CD-RW (del inglés Compact Disc - ReWritable, originalmente R y W se usaban como los atributos del CD, que significan "read" y "write", lectura y escritura) es un tipo soporte digital en disco óptico utilizado para almacenar cualquier tipo de información.
Este tipo de CD puede ser grabado múltiples veces, ya que permite que los datos almacenados sean borrados.
En 1996, fue desarrollado conjuntamente por las empresas Sony y Philips; comenzó a comercializarse en 1997.
Tecnologías como el DVD han desplazado en parte esta forma de almacenamiento, aunque su uso sigue vigente.
En el disco CD-RW la capa que contiene la información está formada por una aleación cristalina de plata, indio, antimonio y telurio que presenta una interesante cualidad: si se calienta hasta cierta temperatura, cuando se enfría deviene cristalino, pero si al calentarse se alcanza una temperatura aún más elevada, cuando se enfría queda con estructura amorfa. La superficie cristalina permite que la luz se refleje bien en la zona reflectante mientras que las zonas con estructura amorfa absorben la luz. Por lo cual el CD-RW utiliza tres tipos de luz:
1. Láser de escritura: usado para escribir. Calienta pequeñas zonas de la superficie para que el material se torne amorfo.
2. Láser de borrado: usado para borrar. Tiene una intensidad menor que el de escritura con lo que se consigue el estado cristalino.
3. Láser de lectura: usado para leer. Tiene menor intensidad que el de borrado. Se refleja en zonas cristalinas y se dispersa en las amorfas.

En los principios, la capacidad de un CD-RW fue de 650 MB; actualmente la capacidad es la misma que la de un CD-R, 700 MB.